# Bujar Pregja
Bujar Pregja (1958. május 10. –) albán nemzetközi labdarúgó-játékvezető.

## Pályafutása

### Nemzeti játékvezetés
Pályafutása során hazája legfelső szintű labdarúgó-bajnokságának játékvezetője lett. Az aktív nemzeti játékvezetéstől 2002-ben vonult vissza.

#### Nemzeti kupamérkőzések
Vezetett Kupa-döntők száma: 2.

##### Szuperkupa
| Időpont          | Helyszín                    | Mérkőzés típusa | Mérkőzés                  | Eredmény | Nézők száma |
| ---------------- | --------------------------- | --------------- | ------------------------- | -------- | ----------- |
| 1993. január 10. | Dinamo Stadion, Tirana      | döntő           | Elbasani–Vllaznia Shkodër | 3 : 2    | 1 000       |
| 2001. január 13. | Qemal Stafa Stadion, Tirana | döntő           | SK Tirana–KS Teuta Durrës | 1 : 0    | 1 500       |

### Nemzetközi játékvezetés
Az Albán labdarúgó-szövetség Játékvezető Bizottsága (JB) 1992-ben terjesztette fel nemzetközi játékvezetőnek, a Nemzetközi Labdarúgó-szövetség (FIFA) bíróinak keretébe. Több nemzetek közötti válogatott és klubmérkőzést vezetett. Az angol nemzetközi játékvezetők rangsorában, a világbajnokság-Európa-bajnokság sorrendjében az 1. helyet foglalja el 3 találkozó szolgálatával. Az aktív nemzetközi játékvezetéstől 2001-ben a FIFA 45 éves korhatárát elérve búcsúzott. Válogatott mérkőzéseinek száma: 7.

#### Világbajnokság
A világbajnoki döntőhöz vezető úton Franciaországba a XVI., az 1998-as labdarúgó-világbajnokságra a FIFA JB bíróként alkalmazta.
| Időpont           | Helyszín                      | Mérkőzés típusa           | Mérkőzés               | Eredmény | Nézők száma |
| ----------------- | ----------------------------- | ------------------------- | ---------------------- | -------- | ----------- |
| 1997. április 30. | Eschen-Mauren Stadion, Eschen | előselejtező (8. csoport) | Liechtenstein–Litvánia | 0 : 2    | 812         |
| 1997. október 11. | Tsirion Stadion, Limassol     | előselejtező (5. csoport) | Ciprus–Luxemburg       | 2 : 0    | 5 000       |

#### Európa-bajnokság
Az európai-labdarúgó torna döntőjéhez vezető úton Belgiumba és Hollandiába a XI., a 2000-es labdarúgó-Európa-bajnokságra az UEFA JB játékvezetőként foglalkoztatta.
| Időpont           | Helyszín                        | Mérkőzés típusa           | Mérkőzés                | Eredmény | Nézők száma |
| ----------------- | ------------------------------- | ------------------------- | ----------------------- | -------- | ----------- |
| 1999. október 10. | Wojska Polskiego Stadion, Varsó | előselejtező (5. csoport) | Lengyelország–Luxemburg | 3 : 0    | 8 500       |

#### Nemzetközi kupamérkőzések

##### Intertotó-kupa
| Időpont          | Helyszín                             | Mérkőzés típusa            | Mérkőzés                 | Eredmény |
| ---------------- | ------------------------------------ | -------------------------- | ------------------------ | -------- |
| 1999. június 19. | Achille Hammerel Stadion, Luxembourg | első forduló (1. mérkőzés) | Union Luxemburg–Vasas SC | 1 : 3    |